# Carrer de Pinsania (Berga)
El carrer de Pinsania és un carrer de Berga inclòs a l'Inventari del Patrimoni Arquitectònic de Catalunya.

## Descripció
El carrer que va a parar a la plaça de Sant Pere per darrere, envoltant així la parròquia amb aquest nom. És de perfil irregular, serpentejant, amb força desnivell fins al punt que hi ha graons per salvar-lo. La seva amplada va variant, aixamplant-se a la seva zona central i més estret als extrems. És bastant llarg i dibuixa una "L" invertida. Les cases que el flanquegen són senzilles, la major part de tres o quatre pisos amb les façanes arrebossades. Algunes d'elles rehabilitades als segles XIX i XX, constitueixen el nucli antic de la ciutat de Berga.

## Història
Segons un plànol conservat al museu municipal de Berga, l'entrellat de la ciutat no ha variat massa des del seu traçat medieval. El carrer de Pinsania el trobem documentat al s. XVII i XVIII, sobretot als capbreus de l'església de Sant Pere de Madrona i també en els de l'orde militar de Sant Joan de Jerusalem, ambdós amb dominis sobre Berga i amb propietats als carrers més destacats.